# 越智久美子 (教育者)
越智 久美子（おち くみこ、1976年11月17日 - ）は、日本の教育者。至学館大学健康科学部健康スポーツ科学科准教授。
愛知県名古屋市出身。旧姓は平野。

## 略歴
中京女子大学付属高等学校（現・至学館高等学校）卒業。中京女子大学（現・至学館大学）人文学部アジア文化学科卒業。名古屋大学大学院教育発達科学研究科博士後期課程満期退学。至学館大学健康科学部健康スポーツ科学科准教授。

## 人物
- 高校3年時に度重なる校則違反により、学校から反省文の提出を求められる。当時、夏休みに長期滞在したインドネシアでの見聞を反省文としたところ、教員らが中京女子大学(現・至学館大学)の主催する作文コンクール「アジアのなかの日本」に提出する。審査員だった哲学者梅原猛や中京女子大学学長・谷岡郁子の目にとまり、それを機に中京女子大学に進学することとなる。
- 大学在学中から平野俊というペンネームを使い、紀行やエッセイを発表する。当時、取材のため和歌山県新宮市の御燈祭に男装で参加するも、男装がバレ、たいまつで頭を殴られ、参加を諦めたエピソードを持つ。
- 大学卒業後、西国三十三カ寺札所会の企画によって三十三カ寺(約1,200㎞)を徒歩巡礼。
- 2004年から2005年にかけ、半年間に100人以上の関係者を取材し『中京女子大学100年史』を執筆。
- 『中京女子大学100年史』の執筆によって熱田空襲と出会う。100年史では、爆死したと伝えられる31名の生徒の記録が無いことに納得がいかず、調査を開始。調査により34名の生徒の爆死が確認され、全員の名前を明らかにした。
- 中京高等女学校の体育・スポーツのはじまりを調べることをきっかけに可児徳研究を行う。
- 2016年18歳選挙権から至学館大学のゼミ生とともに主権者教育を行っている。愛知県大府市での期日前投票所運営や若者の投票率をあげる活動を続けている。
- 大学で受け持つ越智ゼミではLGBTQ当事者を積極的に受け入れ、理解や尊重を深める雰囲気づくりにつとめてきた。2023年5月からゼミ生と共に愛知県の各自治体に対して「パートナーシップ宣誓制度・ファミリーシップ宣誓制度」の導入を求める活動を開始。同制度導入について大府市議会への請願書提出をはじめ、大府市長、東浦町長、清須市長に要望書を提出、愛知県知事へは同制度導入および市町村への同制度導入の呼びかけに関する要望書を提出した。なお、ゼミ生の在住する自治体に対しては、3年、4年ゼミ生が直接出向いて提出を行った。また、愛知県下で「パートナーシップ宣誓制度・ファミリーシップ宣誓制度」未導入の29市町村（2023年7月時点）の首長に対して要望書を郵送にて提出している。
- 「事故や災害等に直面した際、地域、仲間、自らを守ることができる学生をつくりたい」という思いから、2023年4月に「仲間をまもり隊」を結成する。学内から広く学生を募り、年間130時間以上、消防・救急・救助に関する専門的知識・技術を学ぶ活動を行っている。
- 2024年には学生と共に大府市消防本部で応急手当指導員資格を取得し、学内外での応急手当（AED）講習を実施。その他、学生と共に防災士資格も取得。この活動は2024年11月、第19回マニフェスト大賞の「特別賞」(インターネット投票1位)に選ばれている。

## 研究・活動
- 領域：近・現代史、スポーツ史、主権者教育、平和教育
- YouTubeチャンネル：愛と平和と越智久美子TV　2022年3月～

## 著書・執筆記事
- 『渡 : 熊野よ順風に帆を揚げろ』平成16年11月、文芸社（ISBN 978-4-8355-8123-1）平野俊のペンネームで執筆
- 『学校法人中京女子大学一〇〇年史』平成17年10月、学校法人中京女子大学（ISBN 4-9902824-0-X）平野俊のペンネームで執筆
- 『教師に問われる「宗教教育」とは何か : 「平和」「道徳」「愛国心」との関連から』平成22年3月、明治図書（ISBN 978-4-18-811612-8）平野久美子の名で執筆
- 『私たちの戦争 : 中京高女の学徒動員と熱田空襲』平成28年5月、中日新聞社（ISBN 978-4-8062-0706-1）
- 『可児徳 日本の体育・スポーツのはじまりに関わった教育者』令和1年9月、風媒社（ISBN 978-4-8331-4142-0）
- 南紀州新聞　「悠々熊野」平成13年4月27日～平成14年7月26日まで　全57回連載
- 出羽三山神社社報　『出羽三山』のなかに　平成16年1月号から平成17年1月号　全5回連載
- 紀南新聞　「どこ吹く風か、世界遺産」平成14年10月1日～平成15年4月22日　全29回
- 『現代教育科学　No612』「道徳教育と宗教教育―「徳育」の教科化に潜む新宗教―」明治図書出版　平成19年9月
- 『心を育てる学級経営　No279』「宗教教育をどう教えるか」明治図書出版　平成20年4月
- 『授業研究21　N626』「必要なるは『空気読めない力』」明治図書出版　平成20年12月
- 『現代教育科学　No630』「『伝統」を教育することとは』明治図書出版　平成21年3月
- 『授業研究21　No634』「規範教育の再生産」明治図書出版　平成21年8月
- 『心を育てる学級経営　No301』「『子どもの一生』というモノサシで」明治図書出版　平成22年2月